# Edward Tritschler
Edward F. Tritschler (St. Louis, 5 giugno 1885 – Missouri, 12 maggio 1963) è stato un ginnasta e multiplista statunitense.

## Carriera
Tritschler partecipò ai Giochi olimpici di Saint Louis 1904 nelle gare di triathlon e ginnastica. Giunse quinto nel concorso a squadre, sessantaseiesimo nel concorso generale individuale, settantasettesimo nel triathlon e sessantaduesimo nel concorso a tre eventi.
Anche i suoi fratelli William e Richard presero parte all'Olimpiade di St. Louis.